# Tanuetheira timon
Tanuetheira timon är en fjärilsart som beskrevs av Fabricius 1787. Tanuetheira timon ingår i släktet Tanuetheira och familjen juvelvingar. Inga underarter finns listade i Catalogue of Life.